# Hydrovatus reclusus
Hydrovatus reclusus är en skalbaggsart som beskrevs av Guignot 1955. Hydrovatus reclusus ingår i släktet Hydrovatus och familjen dykare. Inga underarter finns listade i Catalogue of Life.